# Barje (Leskovac)
Barje je naselje u gradu Leskovcu, Jablanički upravni okrug, Srbija. Prema popisu iz 2022. godine u Barju je živjelo 157 stanovnika. Pored sela se nalazi jezero Barje.